# Alberto Varvaro
Alberto Varvaro (* 13. März 1934 in Palermo; † 22. Oktober 2014 in Neapel) war ein italienischer Romanist, Italianist, Hispanist und Mediävist.

## Leben und Werk
Varvaro war in Neapel Schüler von Salvatore Battaglia und von 1959 bis 1963 Italienischlektor an der Universität Zürich. Von 1963 bis 2004 lehrte er an der Universität Neapel, ab 1965 als außerordentlicher, ab 1968 als ordentlicher Professor für Romanische Philologie. Gastprofessuren führten ihn nach Zürich, Berkeley, Los Angeles, Heidelberg und Lüttich. Er war Gründungsherausgeber der Zeitschrift Medioevo Romanzo (1974–2006).
Varvaro war seit 2002 korrespondierendes Mitglied der Accademia Nazionale dei Lincei in Rom, 2009 wurde er socio nazionale, seit 1987 gehörte er der Accademia della Crusca in Florenz an, außerdem war er Mitglied der Real Academia de Buenas Letras (Barcelona), der Heidelberger Akademie der Wissenschaften und anderer Akademien. Wenige Monate vor seinem Tod wählte ihn 2014 die Académie des inscriptions et belles-lettres zum Mitglied als Nachfolger des Orientalisten Gherardo Gnoli (1937–2012).
Varvaro war Ehrendoktor der Universitäten Chicago und Heidelberg.

## Schriften

### Monografien und Handbücher
- Il „Roman de Tristan“ di Beroul (= Università di Pisa. Studi di filologia moderna. Nouva Serie 3, ZDB-ID 205196-5). Bottega d’Erasmo, Turin 1963, (englisch: Beroul’s romance of Tristan. Manchester u. a. 1972, ISBN 0-7190-0474-8).
- Premesse ad un’edizione critica delle poesie minori di Juan de Mena. Liguori, Neapel 1964.
- La narrativa francese alla metà del XII secolo. Liguori, Neapel 1964.
  - Studi sulla narrativa francese della seconda metà del XII secolo. Liguori, Neapel 1966.
- Filologia spagnola medievale (= Romanica Neapolitana. (3) und 4–5, ISSN 0391-1950). 3 Bände (Bd. 1: Linguistica. Bd. 2: Letteratura. Bd. 3: Antologia.). Liguori, Neapel 1965–1969.
  - Manuale di filologia spagnola medievale. 3 Bände. Liguori, Neapel 1969–1976.
- Appunti di linguistica antico-francese. Liguori, Neapel 1966.
- Storia, problemi e metodi della linguistica romanza. Liguori, Neapel 1968, (2a edizione. ebenda 1980; 2a edizione, ristampa. 1985, ISBN 88-207-0697-0; (spanisch: Historia, problemas y métodos de la lingüística románica (= Biblioteca general. 5). Traducción de Anna M. Mussons. Sirmio, Barcelona 1988, ISBN 84-7769-010-3).
- Struttura e forme della letteratura romanza del medioevo. Band 1. Liguori, Neapel 1968 (spanisch: Literatura románica de la Edad Media. Estructuras y formas. Ariel, Barcelona 1983, ISBN 84-344-8367-X).
- mit Carmelo Samonà: La letteratura spagnola. 2 Bände. Sansoni u. a., Florenz 1972–1973;
  - Band (1): Dal Cid ai Re Cattolici (= Le Letterature del mondo. 6, ZDB-ID 415178-1). 1972, (zahlreiche Auflagen);
  - Band (2): I secoli d’oro (= Le Letterature del mondo. 7). 1973.
- Salvatore Battaglia (= Profili e ricordi. 2, ZDB-ID 196024-6). Società nazionale di scienze, lettere e arti, Neapel 1974.
- La lingua italiana. Liguori, Neapel 1975.
- La grammatica e l’uso. Grammatica italiana per le scuole medie superiori. Liguori, Neapel 1978.
- La lingua e la società. Le ricerche sociolinguistiche (= I tascabili. 56, ZDB-ID 3038558-1). Guida, Neapel 1978.
- Profilo di storia linguistica della Sicilia. Lodato, Palermo 1979.
- Parlare e capire. 2a edizione. Liguori, Neapel 1980.
- Lingua e storia in Sicilia. Band 1: Dalle guerre puniche alla conquista normanna (= Prisma. 38, ZDB-ID 423699-3). Sellerio, Palermo 1981.
- Le chiavi del castello delle Gerbe. Fedeltà e tradimento nella Sicilia trecentesca (= Biblioteca siciliana di storia e letteratura. Quaderni. 2, ZDB-ID 3009549-9). Sellerio, Palermo 1984.
- La Parola nel tempo. Lingua, società e storia (= Studi linguistici e semiologici. 20). Il Mulino, Bologna 1984, ISBN 88-15-00364-9.
- Letterature romanze del medioevo (= Saggi. 282). Il Mulino, Bologna 1985, ISBN 88-15-00657-5.
- Vocabolario etimologico siciliano. Band 1: A–L (= Lessici siciliani. 3, ZDB-ID 1064460-X). Centro di Studi filologici e linguistici siciliani, Palermo 1986.
  - dazu: Supplemento per la consultazione del primo volume. Centro di Studi filologici e linguistici siciliani, Palermo 1986.
  - Vocabolario Storico-Etimologico del Siciliano (VSES) (= Bibliothèque de linguistique romane. Hors série. 3). 2 Bände (Bd. 1: A – M. Bd. 2: N – Z.). ELIPHI u. a., Strasbourg u. a. 2014, ISBN 979-10-91460-13-2 (Bd. 1), ISBN 979-10-91460-14-9 (Bd. 2).
- Avviamento alla filologia francese medievale (= Studi superiori NIS. 117). La Nuova Italia Scientifica, Rom 1993, ISBN 88-430-0047-0.
- Apparizioni fantastiche. Tradizioni folcloriche e letteratura nel medioevo. Walter Map. Il Mulino, Bologna 1994, ISBN 88-15-04568-6.
- Linguistica romanza. Corso introduttivo (= Linguistica e linguaggi. 15). Liguori, Neapel 2001, ISBN 88-207-3271-8 (französisch: Linguistique romane. Cours d’introduction. Version française éditée par Marcello Barbato et Giovanni Palumbo. Traduction d’Anna Constantinidis. Presses Universitaires de Namur, Namur 2010, ISBN 978-2-87037-650-8).
- Identità linguistiche e letterarie nell’Europa romanza. Salerno, Rom 2004, ISBN 88-8402-446-3.
- Adultèri, delitti e filologia. Il caso della baronessa di Carini (= Saggi. 740). Il Mulino, Bologna 2010, ISBN 978-88-15-13947-4.
- La tragédie de l’histoire. La dernière oeuvre de Jean Froissart (= Recherches littéraires médiévales. 8). Traduit de l’italien par Amélie Hanus. Classiques Garnier, Paris 2011, ISBN 978-2-8124-0326-2.
- Prima lezione di filologia (= Universale Laterza. 926). Laterza, Rom u. a. 2012, ISBN 978-88-420-9842-3.
- Il latino e la formazione delle lingue romanze. Il Mulino, Bologna 2014, ISBN 978-88-15-25179-4.

### Herausgeber- und Übersetzertätigkeit
- Antonio Pucci: Libro di varie storie (= Atti della Accademia di Scienze, Lettere e Arti di Palermo. Teil 2: Lettere. Serie 4, Band 16, ISSN 0365-0448). Presso L’Accademia, Palermo 1957.
- Rigaut de Berbezilh: Liriche. Adriatica, Bari 1960.
- Dal latino tardo all’antico francese. Testi e commenti. Liguori, Neapel 1964.
- Hans Robert Jauß: Perché la storia della letteratura? (= Gli Opuscoli. 6). Guida, Neapel 1970, (edizione economica. (= I tascabili. 4). ebenda 1977; auch: (= Segnavia. 8). ebenda 2001, ISBN 88-7188-516-3).
- Walther von Wartburg: La frammentazione linguistica della Romània (= Studi e saggi. Fuori collana. 2). Salerno, Rom 1980, ISBN 88-85026-32-X.
- XIV Congresso internazionale di linguistica e filologia romanza, Napoli, 15–20 Aprile 1974. Atti. 5 Bände (Bd. 1: Sedute plenarie e tavole rotonde. Bd. 2–5: Communicazioni.). Macchiaroli u. a., Neapel u. a. 1976–1981, ISBN 90-272-0941-3.
- La linguistica italiana oggi. Atti del XXII congresso della Società di Linguistica Italiana, Anacapri, 3–5 ottobre 1988 (= Pubblicazioni della Società di Linguistica Italiana. 29 = Atti del congresso internazionale di studi. 22). Bulzoni, Rom 1991, ISBN 88-7119-302-4.
- mit Piero Boitani, Mario Mancini: Il Medioevo volgare (= Lo Spazio letterario del Medioevo. 2). 5 (in 6) Bände. Salerno, Rom 1999–2005.
- mit Peter Ainsworth: Jean Froissart: Chroniques. Livre III (du Voyage en Béarn à la campagne de Gascogne) et livre IV (années 1389–1400) (= Le Livre de poche. 4563). Librairie générale française, Paris 2004, ISBN 2-253-06676-1.
- Luigi Pirandello: Opere teatrali in dialetto (= Opere di Luigi Pirandello. (4): Alessandro d’Amico (Hrsg.): Maschere nude. Band 4). Con un saggio introduttivo di Andrea Camilleri. Mondadori, Mailand 2007, ISBN 978-88-04-56235-1.